# Moncalieri
Moncalieri (Moncalé in piemontese, Mons Calerius o anche Mons Calerii in latino) è un comune italiano di 55 495 abitanti della città metropolitana di Torino, in Piemonte, conurbato nell'area metropolitana di Torino.
È considerato un comune d'interesse storico-culturale, sia per la presenza del Castello sabaudo, sia per l'antico appellativo di "Città del Proclama" dal nome del celebre documento che fu episodio del Risorgimento italiano.

## Geografia fisica
Il comune abbraccia un vasto territorio posto a sud-est di Torino, ricalcando, per certi aspetti geografici, quello del capoluogo. Infatti, esso si distingue sia da una parte collinare che da una parte pianeggiante e fluviale, quest'ultima attraversata dal fiume Po nella sua parte centrale e meridionale. Il territorio quindi, si suddivide essenzialmente in tre parti:
- una zona medio-alta collinare, ricca di boschi e vegetazione, il cui punto più alto (716 m s.l.m.) lambisce il "Faro della Vittoria", posto nel Parco della Rimembranza, sul colle della Maddalena, e comprende anche la sottostante frazione distaccata di Revigliasco.
- una zona medio-bassa collinare, comprendente il centro (o borgo antico), la zona dell'Ospedale Santa Croce e la zona del Castello reale collocato, appunto, a mezza collina.
- una zona fluviale-pianeggiante, costituita a nord da un tratto di destra idrografica del fiume Po (il punto più basso, 220 m s.l.m.), ovvero il tratto meridionale del Parco del Po Torinese-Corso Moncalieri, più un tratto di sinistra idrografica del suddetto fiume, ovvero Corso Trieste-Area Attrezzata "Le Vallere" del Parco del Po Torinese, dove il torrente Sangone confluisce nel fiume Po (confine con Torino). Un'altra area fluviale si estende ancora più a sud, nell'area detta del Molinello, dove in regione Freylia-Mezzi il torrente Chisola confluisce nel Po. Sempre a sud, rispetto al borgo antico, in territorio pianeggiante, vi sono altre numerose zone distaccate di Moncalieri: tra le più importanti, il Borgo Mercato, Borgata Testona, Borgo San Pietro, Santa Maria, Pecenasco, Barauda, Tagliaferro, Moriondo e la zona industriale-commerciale verso Trofarello (zone borgate Rossi, Marsé, Ceresole, Pecenasco, Via Postiglione).

Il centro abitato è attraversato dal 45º parallelo, la linea equidistante fra il Polo nord e l'Equatore.

## Clima e osservatorio meteorologico
Moncalieri segue il clima di Torino, tipicamente temperato a carattere sub-continentale. Una citazione a parte merita lo storico osservatorio meteorologico della torretta del Real collegio Carlo Alberto, situato presso il borgo antico. Venne istituito nel 1859 da padre Francesco Denza, illustre meteorologo. In degrado dal secondo dopoguerra, fu ristrutturato negli anni novanta grazie al contributo del meteorologo italiano Luca Mercalli con l'aiuto della Compagnia di San Paolo, e fornisce ancora importanti dati meteorologici sulla città metropolitana di Torino.
Conserva inoltre alcuni reperti storici, come la serie storica di temperature, rilevata fin dal 1859, molti strumenti meteorologici e astronomici del passato, fra cui un eliofanografo Campbell-Stokes, un barometro di Hicks, un termografo Richard. Recentemente è stato attrezzato di webcam, che guarda in direzione delle Alpi, di un anemometro moderno e di un rilevatore di radiazione solare incidente. Da ottobre 2008 è anche stato sostituito il vecchio pluviografo manuale con un pluviometro elettronico. Notevole anche la biblioteca storica presente all'interno dello studio dove si trovano libri di fisica dell'atmosfera e bollettini meteorologici risalenti all'Ottocento, scritti in lingua francese, tedesca, inglese e italiana.

## Origini del nome
Ci sono molte ipotesi sull'origine del nome della città, la più probabile riconduce al suo nome latino, Calierus, ovvero "quaglia", da cui la tradizione popolare lo riconduce poi al piemontese mon dle quaje, ovvero "monte delle quaglie", anche se è più probabile che, piuttosto che agli uccelli, sia riferito al nome di prediali, gli antenati degli attuali cognomi Cagliero o Quaglia, ma anche delle antiche famiglie romane De Caleris, Scaleri o Scaleris. Un'ulteriore opinione, ritiene che derivi da Monte dei Cavalieri, in quanto l'antico ponte su Po fu dei Cavalieri Templari prima e Gerosomiliani dopo. Altre ipotesi ancora, ricondurrebbero il nome all'espressione piemontese monta e cala (sali e scendi), per via dell'irregolare profilo collinare del luogo.

## Storia

### Quattro ponti sul Po

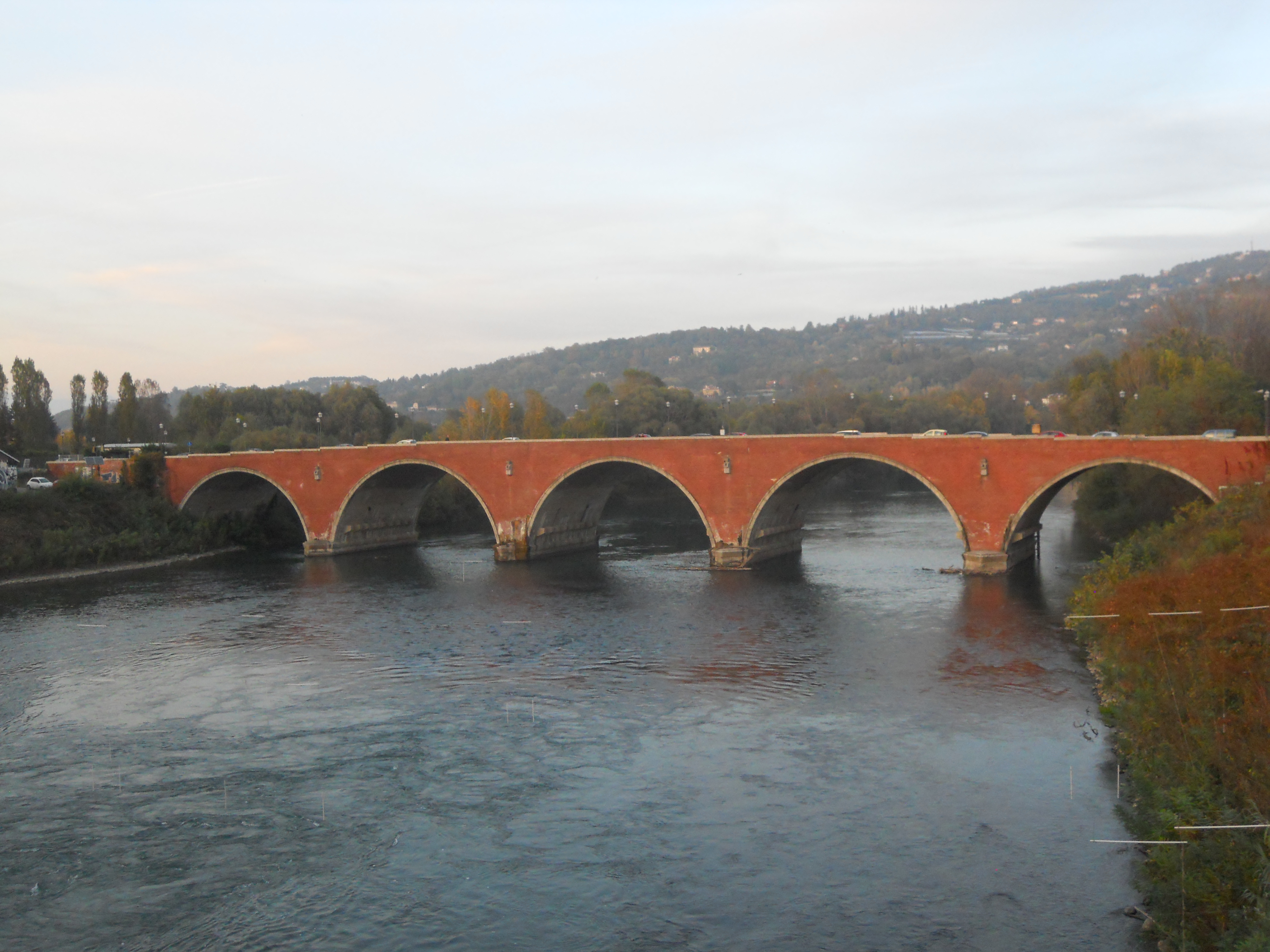
Il Ponte sul Po, cosiddetto dei "Cavalieri Templari"

Il primo ponte sul Po, fin dai tempi dell'Alto Medioevo, fu costruito in pietra, a sei arcate e sette piloni, di cui primi documenti si hanno nell'XI secolo, lasciato in custodia all'ordine dei Cavalieri Templari, da cui il suo nome Ponti dei Cavalieri. Quest'ultimi, lo cedettero nel XIV secolo ai Cavalieri gerosolimitani, che dovettero ricostruirlo a causa di due esondazioni, quelle del 1425 e del 1454. La sua funzione principale fu di collegare lo stradone proveniente da Genova con quello di Francia, senza dover necessariamente entrare nel centro di Torino. Altre ricostruzioni del ponte, dovuti alle varie piene e alle modifiche dell'alveo del fiume, seguirono i secoli successivi, in particolare quella dell'anno 1700, quando fu allungato fin quasi a Porta Navina (zona di Borgo Navile, a sud del borgo antico). A causa di successive alluvioni, il ponte fu interamente ricostruito in muratura nel 1880; pochi decenni prima, un secondo ponte fu costruito più a sud, per permettere il passaggio della Ferrovia Torino-Genova (1853).

Tuttavia, altre esondazioni rovinarono parzialmente sia il ponte ferroviario che quasi totalmente quello dei Templari, il quale crollò rovinosamente, provocando nove vittime, il 31 maggio 1939.
Analisi approfondite in merito all'alveo fluviale portarono a costruire un nuovo ponte viario più sicuro, ovvero quello attuale, a sole cinque ampie arcate, leggermente più a sud, collegando così l'attuale Corso Trieste. Nonostante la guerra in corso, i lavori del nuovo ponte dovettero procedere rapidi (1940-1941) per poter facilitare gli approvvigionamenti alla città. Per il ponte ferroviario invece, anch'esso pericolante, si attese la fine della guerra, sostituito provvisoriamente da un ponte in legno nel 1943-1946, in attesa della ricostruzione di quello attuale (1948). Per permettere un veloce collegamento alle autostrade fu quindi costruito un quarto viadotto e ponte più recente (1957-1972) posto più a sud, e che passa sia sopra all'area di Borgo Mercato e al fiume stesso.

### Borgo antico
Da sempre posizione strategica per l'accesso meridionale di Torino, il primo borgo risale al 1228, fondato da un gruppo di abitanti della più antica Testona, attuale frazione moncalierese, che cercarono riparo nella parte più alta del territorio, per sfuggire all'assalto dei chieresi. Il Conte Tommaso I di Savoia infatti, aveva appena fatto erigere un primitivo fortilizio, gettando le basi di quel che, nel XV secolo, diventerà il futuro Castello, posto a mezza collina. Il borgo storico si sviluppò rapidamente verso gli inizi del XIV secolo.
Nel 1458, in viaggio per la Germania, vi morì qui di peste Bernardo di Baden Baden, un principe tedesco che, in seguito ad alcuni miracoli, venne beatificato e divenne patrono della città

Fino al XVI secolo Moncalieri controllava un vasto territorio, tra cui gli attuali quartieri torinesi di Lingotto-Nizza-Millefonti, quindi gli odierni comuni di Nichelino (fino a Stupinigi) e di La Loggia. Moncalieri ospitava inoltre molti ordini religiosi, fra i quali i templari appunto, i frati dell'Ordine carmelitano e i frati cappuccini, nonché i frati minori di San Francesco, gli umiliati di San Giacomo ed i canonici di Santa Maria della Scala. Parimenti il Castello, acquistò un prestigio politico, come prima dimora della Duchessa Jolanda (moglie di Amedeo IX di Savoia) che, nel 1475, firmò qui un trattato politico con Carlo I di Borgogna, detto "il Temerario" e Galeazzo Sforza.

Negli anni successivi, la città conobbe un notevole sviluppo grazie al facile accesso al Po, di cui controllava il ponte strategico, e alla difendibilità, in quanto posta sulla collina. In particolare, Moncalieri risultò strategica contro le offensive della vicina Contea di Asti, che perdurarono almeno fin all'inizio del XVI secolo. Protetto dai Savoia, grazie al Castello, lungo il XVII secolo Moncalieri si fregiò del titolo di città. Carlo Emanuele I, in occasione del matrimonio del figlio Vittorio Amedeo I (1619), decise come luogo di nozze proprio Moncalieri. Il castello di Moncalieri ospitava vari membri della casa reale per tutto il periodo estivo, uno per tutti il duca Vittorio Amedeo II, che ivi morì nel 1732. Nella città poi, ebbero luogo importanti episodi del Risorgimento italiano, quali, ad esempio, la tradizionale educazione dei rampolli reali attraverso l'istituzione del Real Collegio Carlo Alberto, e l'enunciazione del famoso Proclama, suddiviso in un primo proclama del 3 luglio 1849, in cui il Re scioglie la Real Camera dei deputati, e un secondo proclama, più importante, del 20 novembre 1849, insieme all'allora consigliere Massimo d'Azeglio, per il quale viene ricostituito il governo.

### Anni recenti
Negli ultimi tre secoli circa, Moncalieri ebbe un discreto successo nel mercato della macellazione di carni bovine piemontesi, istituendo la tradizionale fiera del bue grasso, e un Foro boario presso l'attuale zona sotto il viadotto autostradale. Tuttavia, il mercato del bestiame fu chiuso agli inizi degli anni novanta, ma la zona continuò a chiamarsi "Piazza Mercato del Bestiame" o più semplicemente "Borgo Mercato".

Parimenti, a partire dal XIX secolo, si svilupparono varie industrie, come la storica fonderia Limone, in particolare nei settori della prototipizzazione dell'auto, del design industriale, dell'editoria e della grafica. A tale sviluppo, si affiancò la bachicoltura e il tessile, oltre che mantenere viva l'orticultura delle specialità tipiche moncalieresi del cavolo-piramide e il cavolo-crisantemo. Lungo il XX secolo, tutto il territorio di Moncalieri si arricchì di parecchie zone residenziali, soprattutto in alta collina, presso la rinomata frazione Revigliasco.

Con la crisi economica degli inizi del XXI secolo, le storiche fabbriche moncalieresi furono parzialmente dismesse. A tal proposito, oltre l'area lungo strada Carignano, rimane ancora attiva economicamente la distaccata zona industriale-commerciale di via Postiglione, situata più a sud, ai confini con Trofarello.

### Simboli
Lo stemma, già in uso dal 1619 è stato ufficialmente riconosciuto con decreto del Capo del Governo del 7 ottobre 1930. Viene descritto all'articolo 2 dello statuto comunale nel seguente modo:
La descrizione del gonfalone, anch'essa presente all'articolo 2 dello statuto comunale, è la seguente:
Il gonfalone è stato concesso con decreto del Presidente della Repubblica del 18 marzo 1971.

## Monumenti e luoghi d'interesse

### Castello di Moncalieri

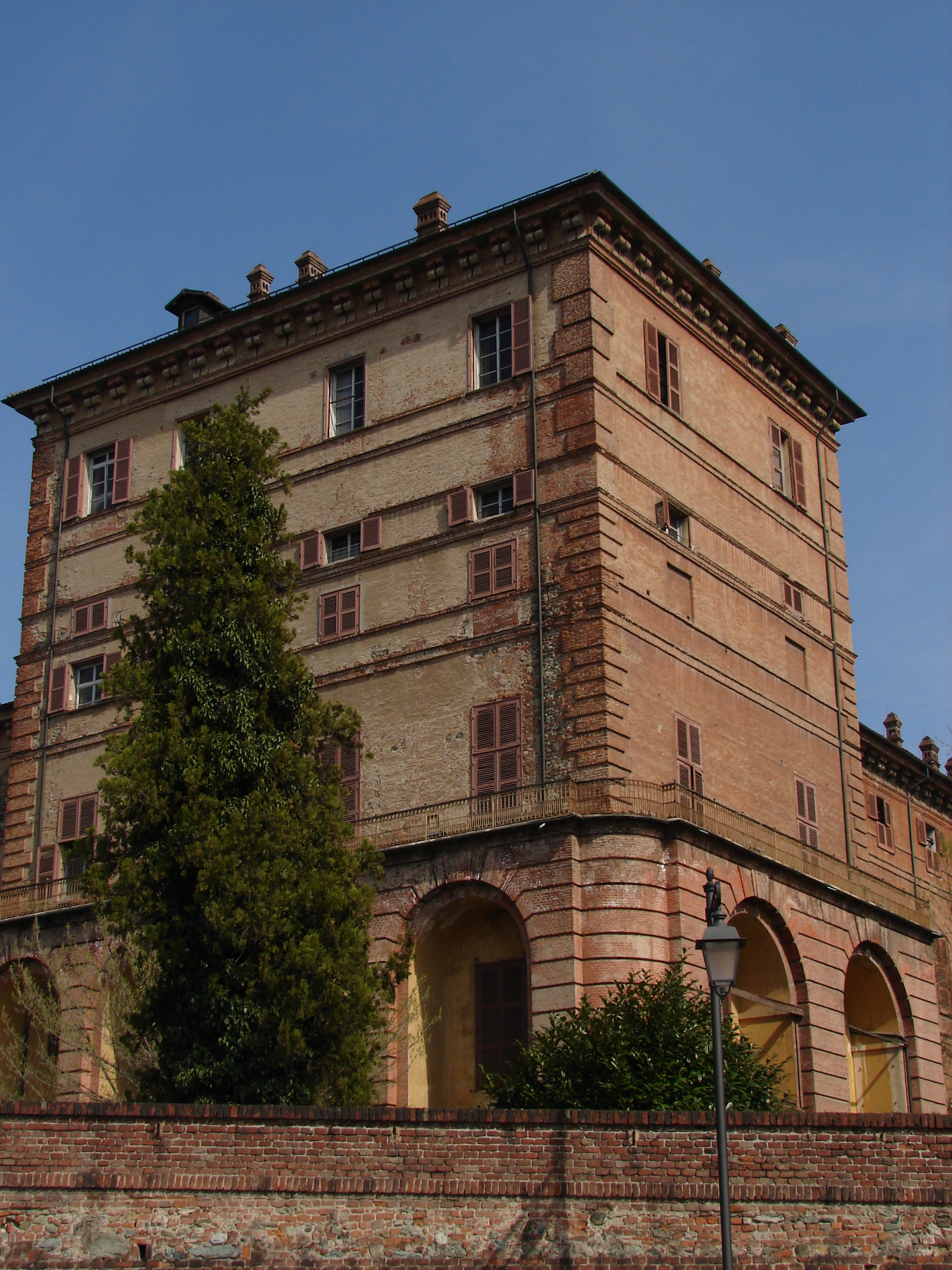
Il torrione sud del Castello

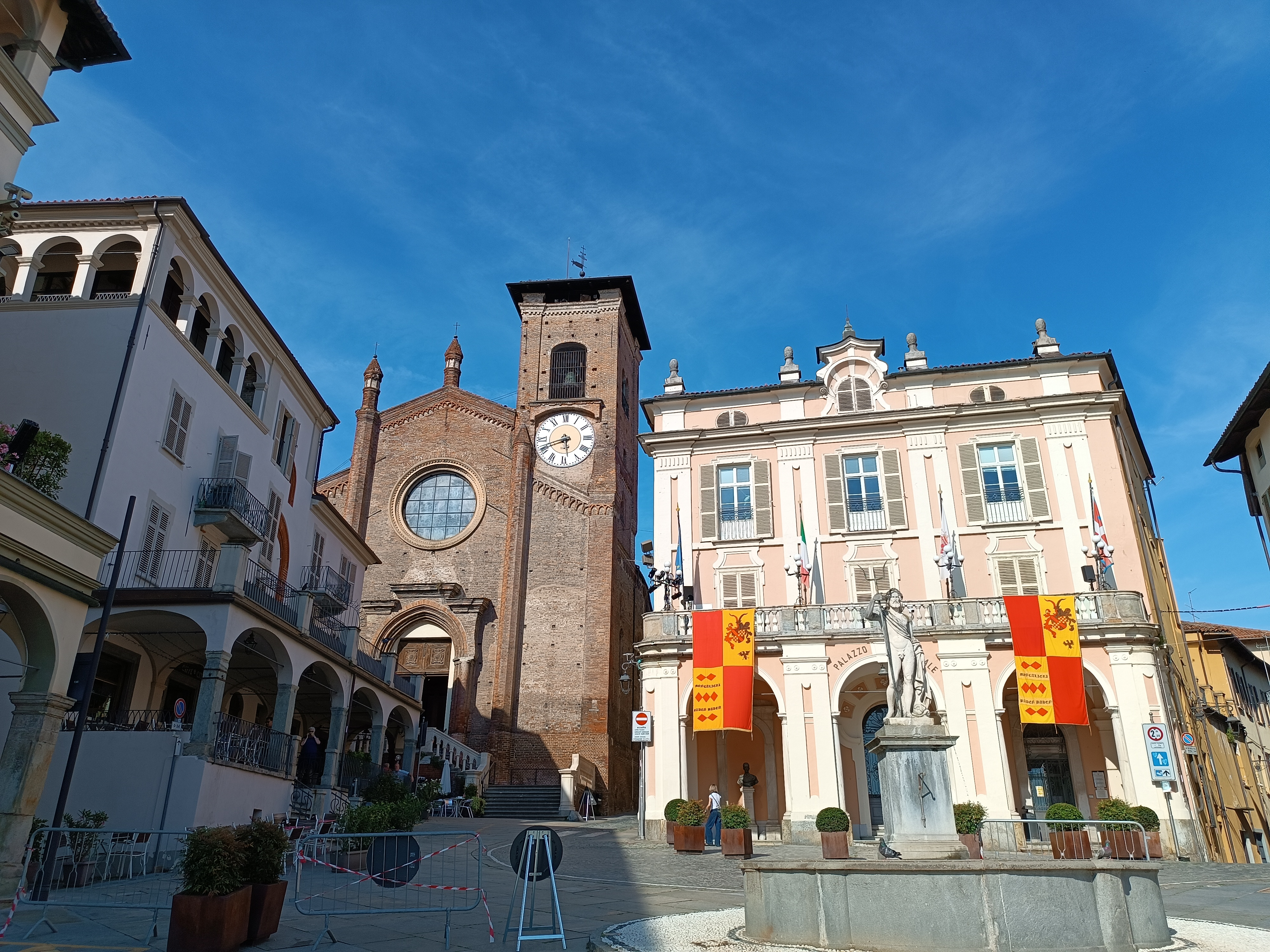
Veduta Piazza Vittorio Emanuele II

È il più noto edificio di Moncalieri, spiccando in alto a mezza collina, da sempre utilizzato come residenza sabauda, a partire già dal XII secolo, più volte abbellito e rinforzato per volere dei Savoia nel corso dei secoli, i più importanti dal 1710 al 1775 circa, a opera di Benedetto Alfieri, Francesco Martinez, Baijs, Mosso ed il Revelli; qui, fu scritta un'importante pagina del Risorgimento italiano, con la firma del Proclama, evento rappresentato anche sulla Porta Navina. Oggi, al suo interno, è presente la Caserma dei Carabinieri Alfredo Serranti. Nella notte tra il 4 e il 5 aprile 2008, un incendio avvolse il torrione sud-est del Castello, perdendo gran parte dell'arredo originario; cinque le stanze distrutte, tra fuoco e l'acqua usato per lo spegnimento. L'originale del Proclama di Moncalieri del 1849 si salvò, essendo conservato all'Archivio di Stato. L'ala distrutta fu ricostruita nel periodo 2010-2011.
La maggior parte dei siti di interesse storico-culturale di Moncalieri sono concentrati presso il borgo antico, arroccato a mezza collina e sviluppatosi attorno alla centralissima e pedonale piazzetta Vittorio Emanuele II (già Piazza Maggiore).
 La piazzetta offre l'accesso settentrionale al Palazzo Comunale, opera dell'architetto Enrico Mottura del 1888, edificato sul già preesistente palazzo del 1778, proprietà dei nobili astigiani Duc - o Ducco -, progettato da Pietro Mosso d'Andorno, quando fu posta davanti anche l'attuale statua, detta Saturnio e raffigurante il dio pagano Nettuno, posta sull'antico pozzo pubblico. Circa vent'anni dopo (1778), proprio qui verrà giustiziato lo storico letterato moncalierese Carlo Tenivelli.
La Piazzetta ospita anche altri eleganti porticati dei nobili palazzi dei Duc, dei Grana, dei Vassallo da Dogliani] e dei Provana, donandole un suggestivo aspetto medievale.

### Collegiata S. Maria della Scala
Situata a nord-est della Piazzetta Vittorio Emanuele II, di fianco al Palazzo Comunale, la facciata fu costruita in stile gotico all'inizio del XIV secolo, e dedicata alla Maria Vergine. Dal 1458 conserva le spoglie del patrono, il beato Bernardo di Baden Baden. La chiesa fu poi rimaneggiata nel XIX secolo, con l'aggiunta del rosone e della balaustra. Numerose le opere al suo interno, come il gruppo statuario in terracotta del Compianto sul Cristo morto, gli stalli del coro (G. Riva, 1749), la Vita della Vergine (Milocco), l'Assunzione (Beaumont e Molinari, 1766), Madonna con bambino e santi (Moncalvo, 1615), quindi una pregiata statua della Principessa Clotilde di Savoia in preghiera, che qui morì nel 1911 (opera di Pietro Canonica, 1912).
Nel XX secolo, la Collegiata comprese anche la Chiesa di Sant'Egidio, situata più a valle verso Borgo Navile, in Via Colombo angolo via Aporti, di epoca barocca (di cui rimane il campanile originario) e rimaneggiata nel XVIII secolo, dedicata al patrono precedente di Moncalieri, Sant'Egidio abate.

### Chiesa di San Francesco

Facciata della Chiesa di San Francesco

Dal lato opposto a Santa Maria della Scala, sul versante sud-orientale della Piazzetta Vittorio Emanuele II, si erge l'austera facciata della Chiesa di San Francesco, opera di Filippo Castelli, di scuola juvarriana del 1787, in tardo barocco e rivestita in cotto. Contiene al suo interno dipinti del pittore moncalierese Tommaso Juglaris e una Deposizione di Domenico Molinati. L'attuale chiesa, sostituisce quella gotica precedente, in forte degrado e abbattuta nel XVIII secolo, la cui architettura viene ricordata con la forma appuntita del campanile retrostante stesso, che svetta a un'altezza di 50 metri.

### Real Collegio Carlo Alberto
Il retro orientale della suddetta Chiesa di San Francesco si collega, con un sovrappasso ad arco, sopra la strettissima via del Real Collegio, che dà a sua volta accesso alla omonima struttura educativa voluta dal Re Carlo Alberto di Savoia nel 1840, e gestita dai chierici barnabiti. La primitiva struttura era un convento dei frati cappuccini del XII secolo, ampliata poi agli inizi del XVIII secolo. Gli interventi maggiori della attuale struttura tuttavia, furono terminati soltanto nel 1858, per opera di Pio Domenico Taccone, con l'ampliamento fino a Via Colombo. Oltre allo storico osservatorio meteorologico già citato, l'edificio oggi ospita la biblioteca storica, un museo di storia naturale, una collezione archeologica (che si deve in gran parte a Luigi Bruzza), una collezione di strumenti scientifici, una pinacoteca e delle aree didattiche post-universitarie di economia.

### Chiesa del Gesù
Si trova sempre sulla via del Real Collegio, angolo via Carlo Alberto. Il nome intero è "Confraternita del Santissimo Nome di Gesù", fatta edificare nel 1619, in stile barocco. La facciata presenta due nicchie vuote, anticamente ospitate dalle statue di San Rocco e San Silvestro, poi andate in rovina. Al suo interno, dipinte e affreschi del Milocco, del Bianchi e del Beaumont.

### Porta Navina (o Arco di Borgo Navile)
È il monumento storico più importante di Moncalieri dopo il Castello. Anticamente, questo ingresso fu chiamato Navina o Navile poiché da qui partivano le imbarcazioni per attraversare il Po. Dal porticciolo, si accedeva alla rudimentale porta medioevale (originariamente detta Mediolanensis), dove si accedeva al versante occidentale del borgo antico. Gli altri varchi di accesso, oggi inesistenti, erano chiamati Rivigliasca (verso la collina), Taurinensis (attuale Borgo San Pietro) e Piacentina (Santa Croce). La prima struttura ad arco di Porta Navina risale al XVI secolo, poi più volte rimaneggiata, fino agli interventi barocchi eseguiti da architetti di scuola castellamontiana, avvenuti nel 1619, in occasione delle nozze di Vittorio Amedeo I di Savoia con Madama Cristina di Francia. La Porta fu ulteriormente modificata e arricchita lungo il XIX secolo. Pregiato risulta il bassorilievo bronzeo di Amateis (1882), che rappresenta re Vittorio Emanuele II di Savoia che consegna il Proclama a Massimo d'Azeglio.

### Altre chiese e edifici storici
- Carmelo San Giuseppe, struttura conventuale voluta nel 1703 dalla Beata Maria degli Angeli Fontanella, moglie di un discendente dei Tana, cugini di San Luigi Gonzaga (1591). Sia la chiesa che il convento infatti, sono tuttora in gestione delle monache carmelitane scalze.
- Santa Croce, chiesa che s'incontra giungendo da Borgata Testona salendo il viale di Porta Piacentina, edificio risalente al XVI secolo gestito dai Cavalieri Gerosolimitani, che diedero il nome alla Confraternita di Santa Croce e quindi il nome di questa zona, dove sorse l'omonimo ospedale nel XX secolo.
- Santissima Trinità, che sorge nella decentrata Borgata Palera, situata molto più a sud (nome che voleva indicare una lunga palizzata fatta costruire per difendersi dalle esondazioni del Po). La chiesa fu ideata da don Giuseppe Canonica, geometra che, agli inizi del XX secolo, chiese l'intervento del noto architetto Giuseppe Gallo, per realizzare l'attuale splendida facciata neogotica.
- Santa Maria di Borgata Testona, di origine molto antica, voluta nel 1030 dal vescovo Landolfo, in stile romanico, è legata all'Cavour. Poco distante, il Castelvecchio, fortezza edificata nello stesso periodo, poi rinforzata nel XV secolo, dai chiari lineamenti medievali.

- Castello di Revigliasco, antica frazione collinare indipendente da Moncalieri fino al 1928, risale all'XI secolo e più volte rimaneggiato, situato in via Beria, nome degli ultimi Conti proprietari della struttura fino al 1950. Ad esso, è annessa la Chiesa di San Martino di stile barocco fiorentino e risalente al 1620.

- Castello de La Rotta, in località omonima, sotto la frazione meridionale di Tetti Sapini, ovvero quasi ai confini con Villastellone, importante non tanto per il valore architettonico, quanto per le storiche leggende sulla presunta presenza di fantasmi[13].
- Abbazia di Santa Maria di Carpice edificio ex-monastico sito in strada Carpice 10.

Le ville:

La zona collinare moncalierese, grazie all’esposizione verso sud ed al clima favorevole alla coltivazione soprattutto di vigneti, fu un importante luogo di villeggiatura per la nobiltà e per l’alta borghesia piemontese fin dal seicento quanto le vecchie cascine contadine divennero vere e proprie tenute con annesse ville di importante valore storico e artistico.
- villa Barolo Silvio Pellico: illustre villa fatta costruire dalla famiglia Falletti di Barolo in tipico barocco piemontese. È famosa per aver ospitato il poeta Silvio Pellico e per avere un magnifico giardino progettato dall’architetto Russell Page. Divenuta proprietà della famiglia Nasi, passò agli Ajmone Marsan fino a quando venne venduta.
- villa la Cardinala: costruita nel 600’ su di un altopiano sopra la frazione di Testona, si tratta di una delle ultime opere di Bernardo Vittone.
- villa Major: imponente villa della collina moncalierese. La villa oggi è annessa ad un edificio religioso costruito negli anni sessanta
- villa Treves-Cravotto detta “la Ronsaglia” è un’elegante villa fatta costruire dalla famiglia Rossetti proprietaria della Fabbrica della Majolica torinese. Venne progettata e costruita nel '70 in stile barocco con una chiara influenza juvarriana. Venduta alla famiglia Ceppi, passò poi ai Dumontel e Sambuy fino quando nel 1930 venne acquistata dai banchieri Treves
- villa Mirafiori: la villa venne donata da Vittorio Emanuele II alla sua famosa amante Rosa Vercellana conosciuta come Bela Rosin, poi divenuta contessa di Mirafiori e di Fontanafredda. La villa era strategica per il sovrano perché era attaccata alla sua residenza il Castello di Moncalieri quindi facile da raggiungere. Una leggenda dice inoltre che per non farsi vedere dalla Regina e dalla corte, Rosa passava da un passaggio ancora oggi visibile che separa Villa Treves da Villa Mirafiori.
- villa Dellachà: ex convento dei Cappuccini, l'edificio fu acquistato verso il 1870 dall'industriale e filantropo Ambrogio Dellachà, che ne fece una sontuosa villa sopra la sua imponente fabbrica di fiammiferi. Rimase proprietà della famiglia Della Chà sino al 1987.
- villa Martini di Cigala
- villa Denina Voli
- villa Boggio Sella

## Società

### Evoluzione demografica
Dal 1936 al 1981 la popolazione è più che triplicata, per poi scendere del 12,5 % nei quaranta anni successivi. La città fa parte dell'agglomerato urbano di Torino.
Abitanti censiti

### Etnie e minoranze straniere
Al 31 dicembre 2023 sono presenti 5.583 stranieri, pari al 9,96% dei residenti.

## Cultura

### Manifestazioni
- a ottobre si ricorda la Fera dij subjet, la festa dei fischietti, istituita nel 1286 da Amedeo V di Savoia per il suo popolo, che doveva acclamarlo attraverso dei fischietti. Durante il Medioevo fu addirittura regolarizzata l'esenzione temporanea delle gabelle durante i festeggiamenti, compreso l'antico pedaggio per il passaggio sul ponte del Po
- ogni prima domenica del mese, nel borgo antico e Navile, ha sede il mercatino di antiquariato all'aperto[16]
- negli ultimi anni, sempre in borgo antico, avvengono varie fiere e manifestazioni musicali all'aperto, una per tutte il Jazz Festival di novembre[17]

### Biblioteche
- Biblioteca civica Antonio Arduino, soggetto capofila del progetto SBAM (sistema interbibliotecario area metropolitana), con obiettivo di creare rapporti di scambio tra le biblioteche dell'area metropolitana torinese per dar vita a un'unica grande biblioteca. Fondata nel 1914 dalla maestra Erminia Arduino e dal 1995 situata nell'ex fabbrica di fiammiferi SAFFA[18], possiede oggi un patrimonio di 14300 fra volumi ed opuscoli.[19]
- Biblioteca Civica di Revigliasco Torinese
- Biblioteca del Real Collegio Carlo Alberto, fondata nel 1840.
- Biblioteca Europea di Cultura "Victor Del Litto" di storia della civiltà comparata e cultura del viaggio, fondata nel 1979.[20]

### Ricerca
- C.I.R.V.I. (Centro Interuniversitario di Ricerche sul Viaggio in Italia)

### Scuole
Sul territorio sono presenti numerose scuole dell'infanzia, istituti privati e scuole medie inferiori come "Pirandello, Canonica, Costa". Presso la scuola media Pirandello è presente da anni un CTP (Centro Territoriale Permanente per l'Istruzione e la Formazione degli Adulti).
Esistono inoltre tre scuole medie superiori pubbliche: Istituto Tecnico Industriale "Pininfarina", il Liceo Scientifico "Majorana", l'Istituto Commerciale "Marro".Nel 2003 Marro e Majorana si sono uniti nell'I.I.S. Majorana.
Da ricordare anche l'importante ruolo che svolge l'UNITRE, l'Università della Terza Età.

### Musei
- Museo dij Subièt, che raccoglie circa 1500 fischietti[21]
- Museo piemontese dell'informatica

### Teatri
- Teatro Matteotti, gestito dal comune
- Teatro Fonderie Limone, gestito dal Teatro Stabile di Torino

## Curiosità

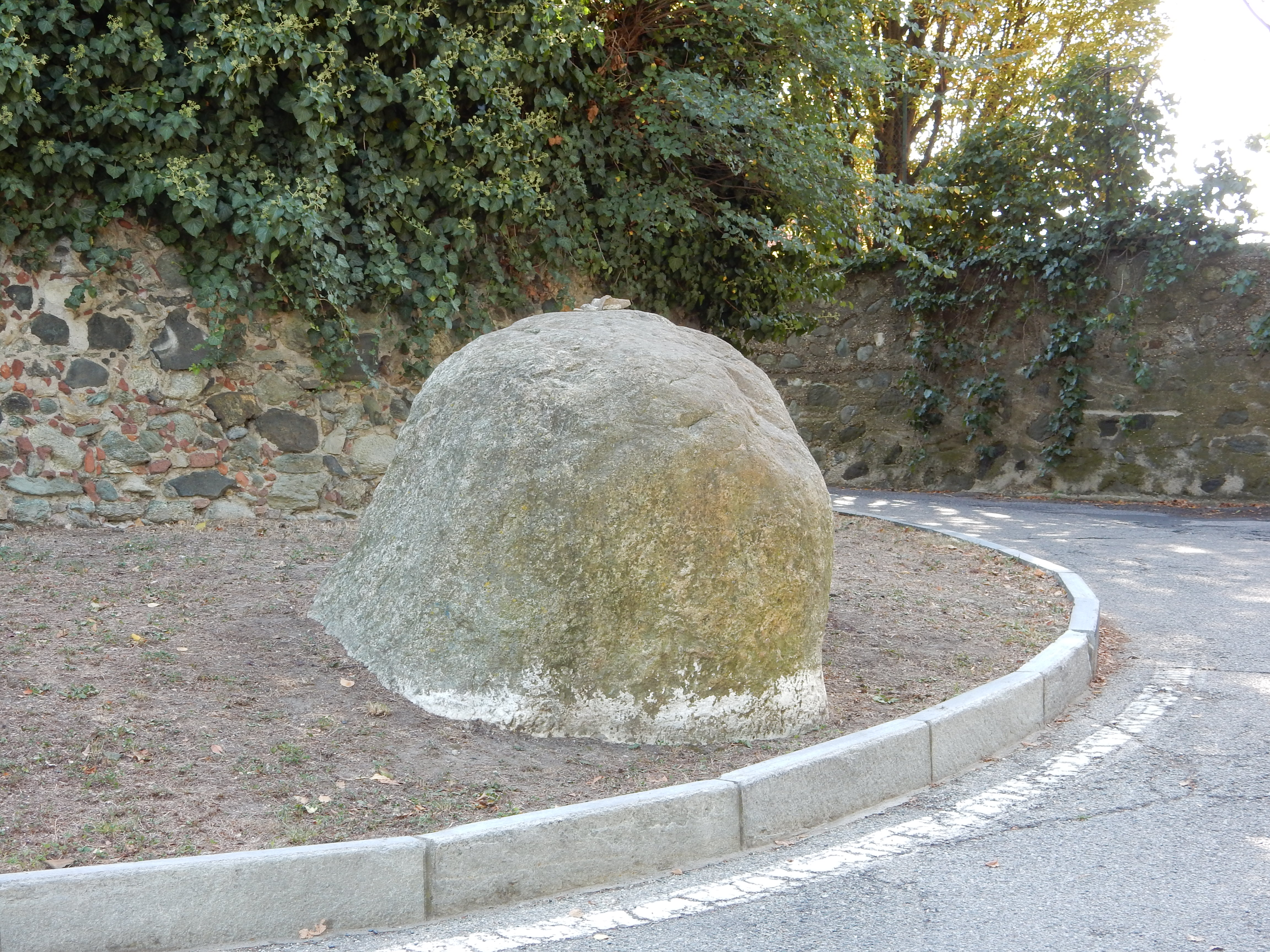
Roc di Santa Brigida

- Moncalieri viene citata nella canzone L'operaio della FIAT «la 1100» dal cantautore calabrese Rino Gaetano, contenuta nel suo primo album Ingresso libero del 1974
- La città è anche oggetto della canzone popolare torinese "Spunta il sol" (conosciuta anche come "La luna 'd Moncalè")
- In Strada Santa Brigida, all'incrocio di tre strade, esiste un masso erratico denominato "Roc di Santa Brigida" che la credenza popolare ritiene essere una pietra di fecondità per le donne che non riescono ad avere figli: una targa turistica sul posto spiega l'origine della leggenda[22]
- Un vecchio detto popolare recita: "Da Türìn a Muncalé la ligera la và a pé" (Da Torino a Moncalieri il vagabondo va a piedi) per indicare la vicinanza della città al capoluogo piemontese

## Economia

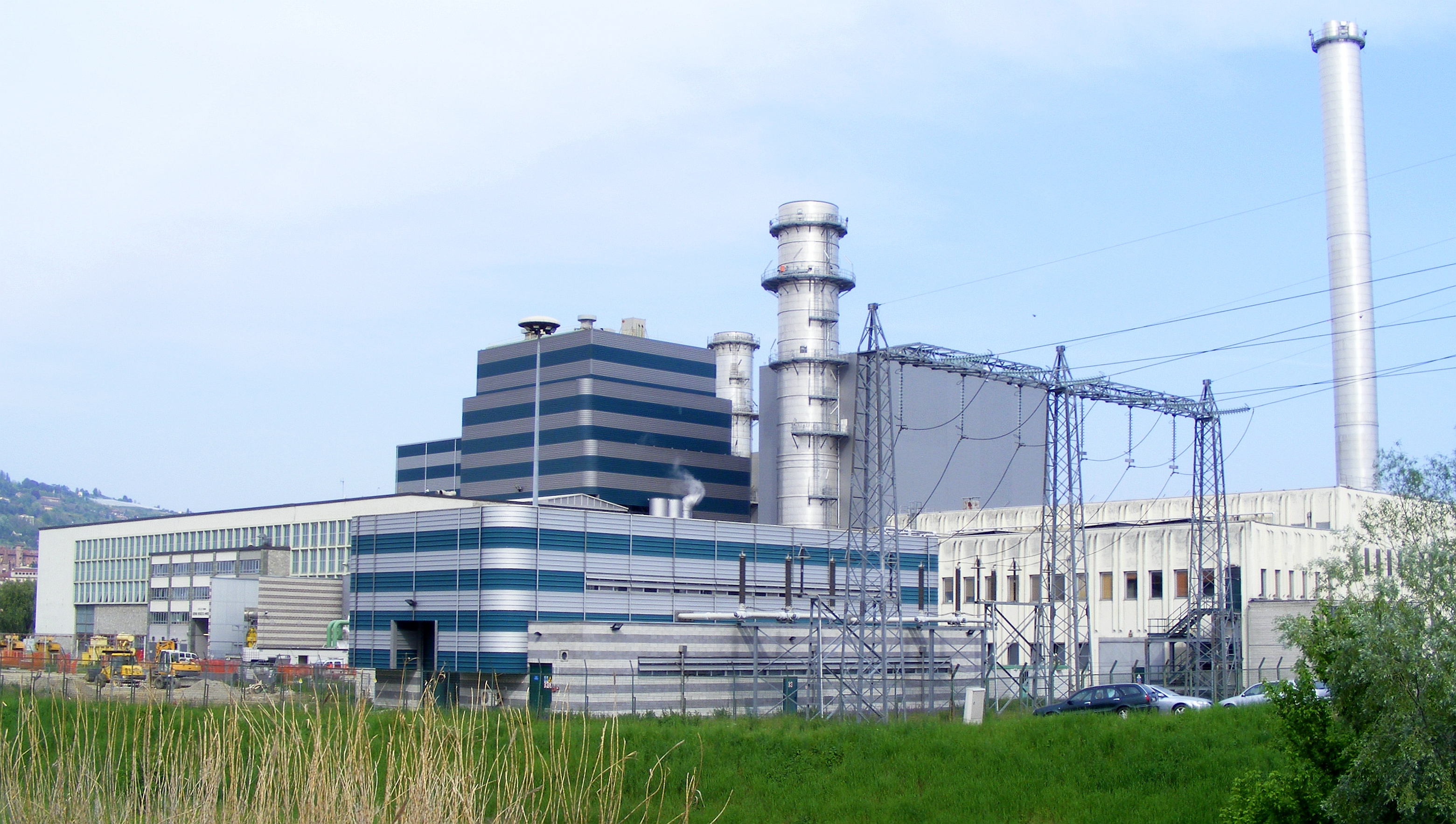
La centrale di cogenerazione alla confluenza Po/Chisola (IREN Energia)

A Moncalieri sono collocate due centrali elettriche gestite da IREN Energia: una idroelettrica e l'altra termoelettrica, quest'ultima dotata di un impianto di cogenerazione che, oltre a produrre elettricità, fornisce calore alla rete di teleriscaldamento dell'area metropolitana torinese.
La città continua la sua vocazione industriale, in particolare nei settori della prototipizzazione dell'auto, del design industriale, dell'editoria e della grafica. Da ricordare infatti la presenza dell'Italdesign, dove opera un "designer" di auto di fama internazionale, Giorgetto Giugiaro. Mantiene anche fiorenti la floricoltura e l'orticoltura: il cavolo a forma di piramide ed il crisantemo sono ancora oggi le specialità locali.
Inoltre l'arte culinaria riconosce a Moncalieri l'eccellenza della trippa di bovino, per la quale è nata una confraternita. La si può assaggiare a novembre, quando viene cucinata in grandi quantità nella piazza centrale della città, in occasione della Fera dij Subiet (Fiera dei fischietti).

## Infrastrutture e trasporti

### Strade
La città è servita dalla Tangenziale Sud di Torino attraverso tre svincoli:
- SS20 - La Loggia
- Torino Sud - Corso Unità d'Italia - Lingotto Fiere - Moncalieri
- A6 Torino-Savona

La città è servita inoltre dalla diramazione di Moncalieri della tangenziale Sud con le seguenti uscite:
- Villastellone - Corso Savona - Centro Contabile Intesa-Sanpaolo - Centro Commerciale
- Corso Trieste

### Ferrovie e tranvie
Moncalieri è servita da due stazioni ferroviarie:
- la stazione di Moncalieri, posta sul tratto delle linee Torino-Genova e Torino-Savona;
- la stazione di Moncalieri Sangone, posta sulla linea Torino-Pinerolo.

Fino agli anni '60 era attiva anche la stazione di Testona, poi smantellata.
Moncalieri fu servita da due linee tranviarie:
- Torino-Moncalieri-Poirino (1875-1949);
- Torino-Saluzzo (1881-1950).

### Mobilità urbana
Moncalieri è il comune della cintura maggiormente servito dalle linee del GTT. Nel suo territorio penetrano infatti undici linee autobus, delle quali la più importante è la 67 che collega la cittadina al centro di Torino.
In aggiunta alle linee autobus Moncalieri è servita dalle linee 1, 4, 6 e 7 del Servizio ferroviario metropolitano di Torino, che transitano dalla principale stazione, situata nel centro cittadino. La stazione Sangone, nei pressi del confine comunale con Nichelino, è invece servita dalla linea 2 del SFM che la collega a Pinerolo e al centro di Torino.
Nei progetti iniziali Moncalieri doveva essere raggiunta dalla linea 1 della metro automatica di Torino, ma nei fatti, in caso di una ipotetica estensione verso sud della linea dopo Piazza Bengasi, probabilmente essa sarà verso il comune di Nichelino, molto meno servito dalle linee di superficie.

## Amministrazione
| Periodo | Periodo | Primo cittadino         | Partito | Carica  | Note   |
| ------- | ------- | ----------------------- | ------- | ------- | ------ |
| 1946    | 1960    | Mario Becchis           | DC      | Sindaco |        |
| 1960    | 1965    | Guido Scaglione         | DC      | Sindaco |        |
| 1965    | 1965    | Edoardo Calleri di Sala | DC      | Sindaco |        |
| 1965    | 1975    | Giuseppe Riva           | DC      | Sindaco |        |
| 1975    | 1980    | Guido Piga              | PSI     | Sindaco |        |
| 1980    | 1990    | Francesco Fiumara       | PSI     | Sindaco |        |
| 1990    | 1991    | Rosario Simonetta       | PSI     | Sindaco |        |
| 1991    | 1993    | Vincenzo Quattrocchi    | PSI     | Sindaco |        |
| 1993    | 1993    | Cesare Gastaldi         | PLI     | Sindaco | [ 24 ] |

Gonfalone comunale

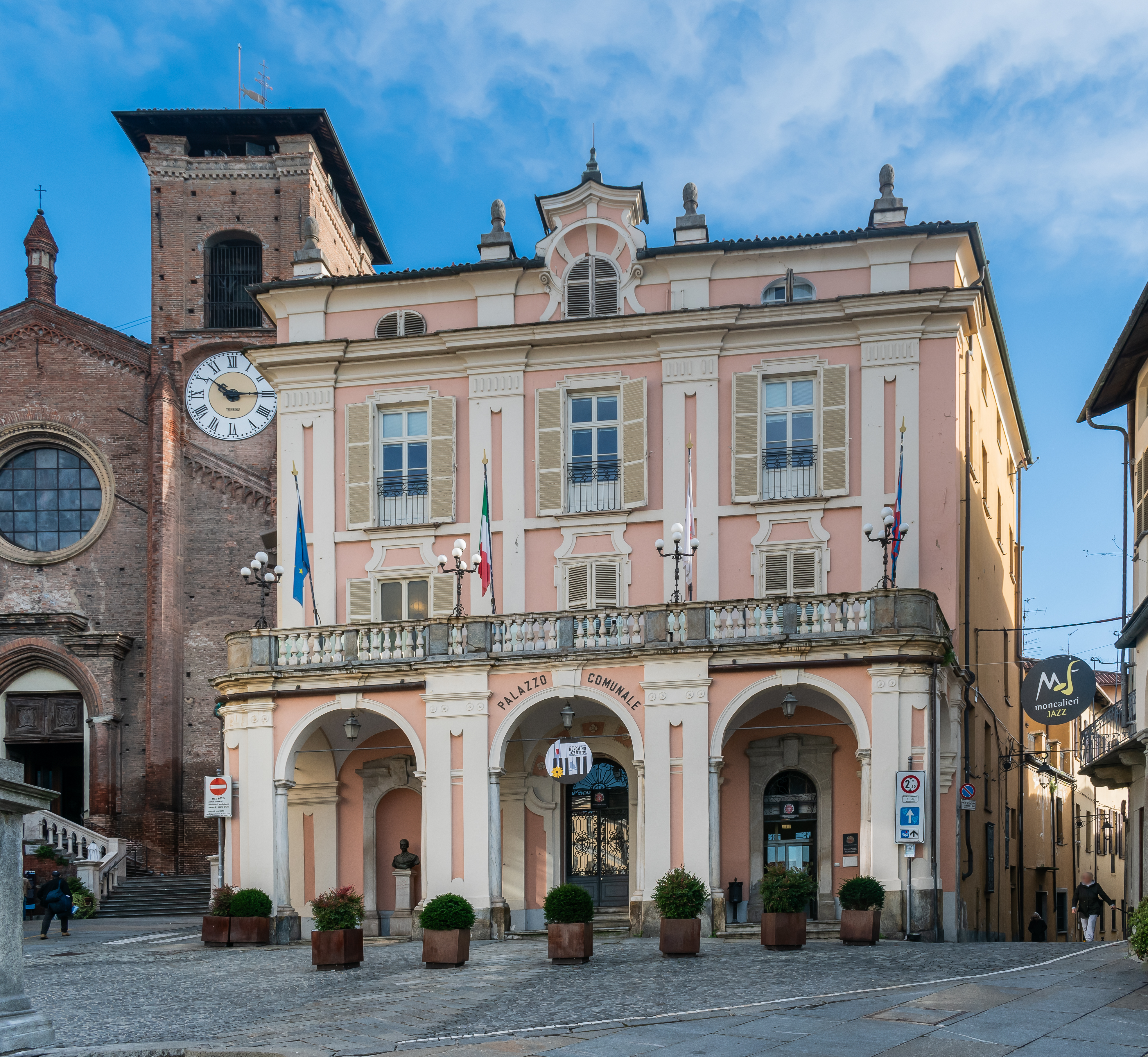
Il municipio di Moncalieri

Di seguito l'elenco dei sindaci eletti direttamente dai cittadini (dal 1993):
| Periodo         | Periodo        | Primo cittadino | Partito | Carica      | Note   |
| --------------- | -------------- | --------------- | ------- | ----------- | ------ |
| 7 dicembre 1993 | 28 maggio 2002 | Carlo Novarino  | PDS DS  | Sindaco     | [ 25 ] |
| 28 maggio 2002  | 29 maggio 2007 | Lorenzo Bonardi | DL      | Sindaco     | [ 26 ] |
| 29 maggio 2007  | 1º luglio 2009 | Angelo Ferrero  | PD      | Sindaco     | [ 27 ] |
| 1º luglio 2009  | 13 aprile 2010 | Enrico Ricci    |         | Commissario |        |
| 13 aprile 2010  | 1º giugno 2015 | Roberta Meo     | PD      | Sindaco     | [ 28 ] |
| 1º giugno 2015  | in carica      | Paolo Montagna  | PD      | Sindaco     |        |

### Gemellaggi
Moncalieri è gemellata con:
- Baden Baden
- Argiropoulos

## Sport

### Pallacanestro
Lo sport che più dà soddisfazioni ai Moncalieresi è la pallacanestro. La Pallacanestro Moncalieri, attiva sul territorio sin dal 1973, si è fusa nel 2009 con la Libertas San Mauro dando vita alla Pallacanestro Moncalieri San Mauro abbreviato in PMS Basketball. Per dare risalto alla nuova società le partite casalinghe si sono spostate al PalaRuffini di Torino, modificando anche la denominazione due anni dopo in PMS Torino, mentre a Moncalieri hanno continuato a svolgere le proprie attività le squadre giovanili della PMS Basketball e la squadra femminile della PMS, la Libertas Moncalieri.
Nel 2012 viene inaugurato il PalaEinaudi in via Einaudi 44 frutto dell'ampliamento della struttura già esistente.
Dal 2014 gioca al PalaEinaudi anche la Pallacanestro Torino compagine femminile acquisita dalla PMS e militante nella prima categoria nazionale.

### Calcio
La principale squadra di calcio della città è l'A.S.D. Moncalieri Calcio che ha conosciuto un buon periodo nel recente passato arrivando a militare in Serie C2 nella stagione 2000/2001. Tanto che lo storico impianto sportivo ubicato nella frazione di Testona, sembrava non essere più adeguato alle esigenze di una serie già importante, per questo ha avuto una serie di interventi di riqualificazione.
Attualmente milita nel girone G piemontese e valdostano di 2ª Categoria.
L'altra squadra di calcio della città è l'A.P.D. Filadelfia Moncalieri Calcio che milita nel girone I di 2ª Categoria.
Nel 2017 un'altra squadra di calcio, lo Sporting Club San Pietro, viene fondata e attualmente milita nella prima categoria piemontese. 
Per quanto riguarda il calcio femminile esiste la società A.S.D. Filadelfia Moncalieri Calcio Femminile che milita nel campionato di Serie D e ha come colori sociali il rosso ed il giallo.